# Comuna Otok, Split-Dalmația
Otok este o comună în cantonul Split-Dalmația, Croația, având o populație de 5.474 de locuitori (2011).

## Demografie
Componența etnică a comunei Otok
     Croați (99,62%)
     Necunoscut (0,02%)
     Neclasificat (0,16%)
Componența confesională a comunei Otok
     Catolici (99,31%)
     Necunoscută (0,27%)
     Alte religii (0,42%)
Conform recensământului din 2011, comuna Otok avea 5.474 de locuitori. Din punct de vedere etnic, majoritatea locuitorilor (99,62%) erau croați. Apartenența etnică nu este cunoscută în cazul a 0,02% din locuitori. Din punct de vedere confesional, majoritatea locuitorilor (99,31%) erau catolici. Pentru 0,27% din locuitori nu este cunoscută apartenența confesională.